# Mustapha El Kebabti
Mustapha El Kebabti ou Mostafa ben El Kbabti (en arabe : مصطفى الكبابطي), né en 1769 à Alger et mort en 1860 à Alexandrie en Égypte, est un savant et poète algérien.

## Biographie

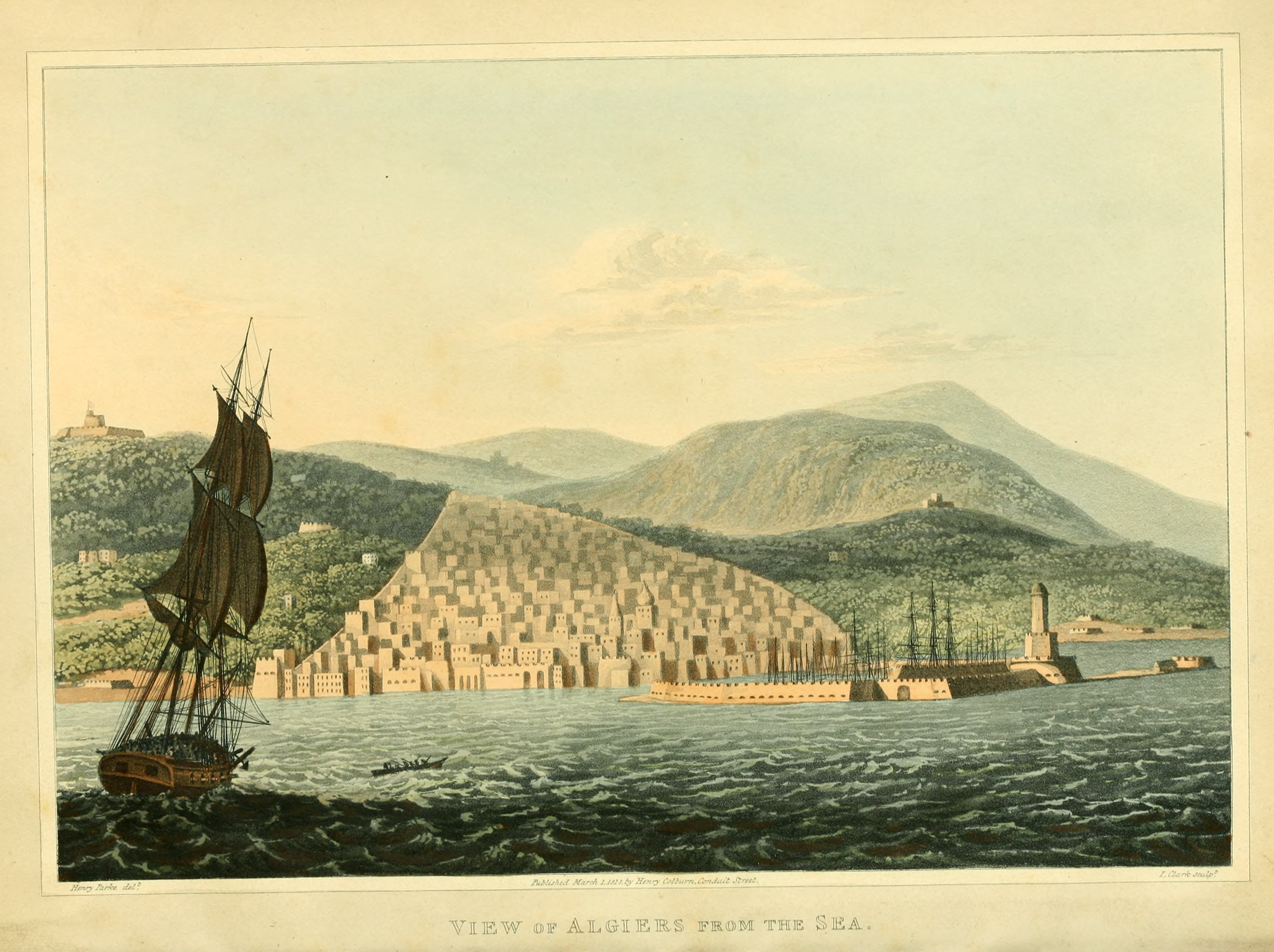
Alger au début du XIXe siècle

Mustapha El Kebabti a vécu en Algérie et en Égypte. Il est né en 1769 à Alger et a appris le Coran dans son enfance, et a étudié chez les savants d'Alger de son époque.
Il a été maître dans les mosquées d'Alger, puis fut imam à la Grande Mosquée d'Alger en 1824. Le Dey Hussein le nomma ensuite cadi et mufti malékite en 1827.
Mustapha El Kebabti fut un farouche opposant contre l'expropriation des mosquées et wakfs par l'administration coloniale française après 1830. Il a alors été emprisonné puis exilé en Égypte en 1840. Durant son exil en Égypte, il est nommé mufti malékite d'Alexandrie par Mehemet Ali. Il meurt en 1860.
Il est l'auteur de beaucoup de poèmes et avait lui-même encouragé les artistes à bien garder le patrimoine culturel arabo-andalou.

## Œuvres
Mustapha El Kebabti a écrit le poème Ya hamam (« ô colombe »), lors de son exil en Égypte par les autorités coloniales françaises en 1843. Les paroles de ce poème furent traduites en chanson du genre aroubi : Men yebat ira'î lehbab (« celui qui languit à espérer les amis »).
Confronté à l'épreuve de l'éloignement et de la séparation, envers les êtres chers laissés en Algérie, il confie ses peines et sa tristesse lorsqu'il est en proie à l'insomnie à un pigeon. Le pigeon voyageur a une mission : remettre à Alger un message de tendresse. Ce poème qu'a chanté El Hachemi Guerouabi est à l'origine une lettre de Ben El Kebabti qu'il écrit dans son exil à un ami resté à Alger. Afin que nul n'oublie cela, ces paroles ont été mises en chanson et transmises de génération en génération.
On l'attribue également, la chanson de musique arabo-andalouse, Saraqa el ghosno, il aurait écrit en se déplaçant entre Bab El Oued et Bouzaréah, où il devait assister à une soirée de Sidi M'hamed Mejdouba.
Le début du poème Men yebat ira'î lehbab, :
« مَنْ يْبَاتْ يْرَاعِـي الآحْبَابْ آشْ هِـيَّ * حَالْتُه وَ دْمُوعُه عْلَى الْخَدْ شِي غْزَايَـرْ

لاَ حْنِيـنَ  وَ لاَ رْحِيمْ يَــعْـــلَمْ آشْ بِـيَّ * حَالْتِي حَـالَةْ مَنْ لَبْـدَا  يْبَــــاتْ سَـاهَـرْ

يَا حَمَـامْ أَعْـلاَ لـِي وَاعْمَـلْ جْمِيلْ ڢِيَّ * بَـلَّغَ سْـلاَمِي يَا الْوَرْشَــــانْ لَلْجَــــزَايَـرْ

آشْ حَالَةْ مَنْ غَابُوا عْلِيهْ وْجُوهْ الآحْبَابْ * آشْ مَنْ زَهْوْ بْفَى لُه مَـنْ بَعْدْ زَهْوْهُمْ

وَحْشْهُــمَ تْـــرَدَّدْ خَلاَّ دْمُــوعْ زرَّابْ * كِيڢْ نَــهْنَى وَ الْفَلْبَ رْهِيــنْ عَـنْـدْهُمْ

كُلْ يَـومْ أَنْـــغَرَّدْ ونْـفُـولْ آهْ مَنْ صَابْ * في الْمْنَـامَ  نْــرَاهُمْ  وَ نْــرَى خْيَـــالْهُــــمْ »
« En quel état est-il celui qui veille à penser aux siens, alors que ses larmes sur la joue ruissellent?

Aucun être tendre ou compatissant ne s'enquiert de ce qui m' arrive. Quel piètre état, à l'épreuve des nuits blanches! 

ô pigeon (voyageur), envole-toi et fais-moi la grâce défaire parvenir, ô ramier, mon salut à l'Algérie.

Que peut vivre celui qui a perdu de vue ses proches ? Quel plaisir lui reste-t-il après la joie qu'ils lui ont donnée,

Ce manque permanent ne laisse (que) larmes abondantes. Comment être serein alors que mon cœur est en otage chez eux?

Je me répète chaque jour combien, ô combien, j'aimerais les voir, ne serait-ce qu'en rêve, ne serait-ce que leur silhouette. »